# Passions (album)
Pour les articles homonymes, voir Passions.
Albums de Catherine Ribeiro + Alpes
Le temps de l'autre La déboussole
Passions est un album studio de Catherine Ribeiro + Alpes, sorti en 1979.

## Commentaire
Avec Passions, Alpes revient à une structure d'album plus classique et à des titres (un peu) raccourcis. Le groupe s'est étoffé pour ce disque que caractérisent arrangements savants et mélodies délicates. À l'exception du premier et du dernier titre dans lesquels la clarinette et le saxophone trouvent difficilement leur place à côté de la voix de Catherine Ribeiro, Alpes montre une fois de plus sa capacité à se renouveler en restant lui-même. Femme témoin est un hommage à l'action de l'actrice Jane Fonda contre la Guerre du Viêt Nam.

## Liste des titres
Les textes sont tous écrits par Catherine Ribeiro; la composition musicale est précisée pour chaque titre:

### Face A
1. Ioana mélodie – 4:31 (Patrice Lemoine)
2. Frères humains – 4:44 (Patrice Moullet)
3. Cristalpin – 3:52 (Patrice Lemoine)
4. Prélude / Tous les droits sont dans la nature – 7:58 (Patrice Lemoine / Patrice Moullet)

### Face B
1. L'Oiseau devant la porte – 10:44 (Patrice Moullet)
2. Alpinette – 2:09 (Patrice Moullet)
3. Femme témoin – 3:31 (Patrice Moullet)
4. Détournements de chants – 4:17 (Patrice Lemoine)

## Musiciens
- Catherine Ribeiro : chant
- Patrice Moullet : guitares
- Francis Campello : basse et clarinette
- Patrice Lemoine : synthétiseur et claviers
- David Rose : violon
- Mireille Bauer : percussions, vibraphone et marimba

Invité:

Robin Kenyatta : saxophone

## Pochette
Le recto de la pochette est une photographie de Pascal Lebrun.
Le dessin de la pochette interne, dû à Patrice Moullet, présente Catherine Ribeiro en forteresse assiégée.